# フィリップ・スカイラー

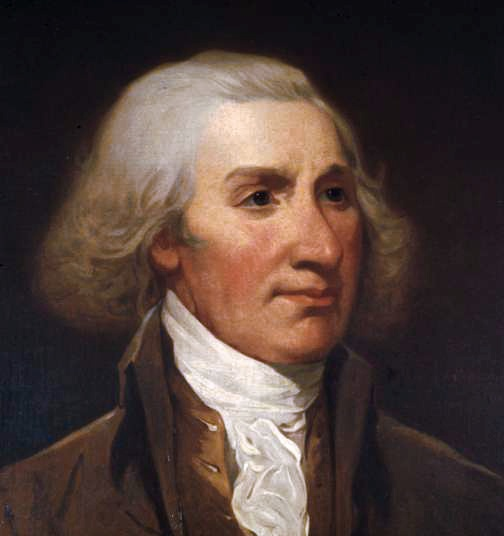
フィリップ・スカイラー

フィリップ・ジョン・スカイラー（英: Philip John Schuyler ([ˈskaɪlər]、1733年11月20日 - 1804年11月18日）は、アメリカ独立戦争で大陸軍の将軍であり、ニューヨーク州議会議員、ニューヨーク州選出のアメリカ合衆国上院議員を務めた。

## 生い立ち
スカイラーは1733年11月20日にニューヨークのオールバニで、裕福な開拓者の家庭に生まれた。スカイラーの一族は元々は貧しい出であったが、新世界で徐々に資産を増やしまた影響力のある者となっていった。スカイラーの父、ジョン・スカイラーJr.はアメリカでの第3世代であり、コーネリア・バン・コートラントと結婚して、もう一つの著名な一族との結びつきを作った。父の従兄弟ピーター・スカイラーはジャージー・ブルースの指揮官であり、もう一人の従姉妹ヘスター・スカイラーはウィリアム・コルファクスと結婚した。コルファクスはジョージ・ワシントン将軍の護衛隊古参兵であり、後にニュージャージー民兵の将軍となり、ジャージー・ブルースの指揮官にもなった。コルファクスは第17代アメリカ合衆国副大統領スカイラー・コルファクスの祖父でもある。フィリップ・スカイラーの義兄弟ジョン・コクラン博士は大陸軍の軍事病院医局長であった。
スカイラーが7歳の時に父が死んだ。オールバニのパブリックスクールを卒業したスカイラーは、ニューロシェルにあったバン・コートラント家で家庭教師について学んだ。スカイラーはフレンチ・インディアン戦争中の1755年にイギリス軍に加わり、中隊を率い、従兄弟の副知事ジェイムズ・ダランシーによって大尉に引き上げられた。後に補給係将校となり、物資の調達や機器類の組み立てを行った。
1755年9月、スカイラーはキャサリン・ヴァン・レンセリア (1734 - 1803) とオールバニで結婚した。このことはニューヨークのもう一つの力を持った一族との結びつきとなった。この結婚は急なことであった（最初の娘は1756年2月に生まれた）が、二人の仲は一生続き、11人の子供に恵まれた。
1761年から1762年にかけて、スカイラーはイギリスに出張し、補給係将校としての仕事の始末をつけた。この期間にスカイラーはオールバニに都会の別宅を建て、サラトガ（現在のスカイラービル）の農園も始めた。戦後、スカイラーはサラトガの農園を拡張して所有地は1万エーカー (40 平方km)となり、小作農を増やし、倉庫や小麦製粉所、亜麻の加工工場、製材所まで加えた。亜麻布を作るための加工工場はアメリカで最初のものであった。スカイラーはハドソン川に浮かべるスクーナーを数隻造り、初めてサラトガと名づけた。
スカイラーは1768年にニューヨーク議会の議員として政治活動を始め、1775年まで務めた。この間にスカイラーの見解は植民地政府に対して反感を持つようになった。スカイラーは貿易や通貨の問題については特に能弁であった。スカイラーは知事のヘンリー・ムーア卿を支持していたので民兵の大佐ともなった。

## アメリカ独立戦争
スカイラーは1775年に大陸会議代議員に選ばれ、翌年6月に大陸軍の少将に任命されるまで務めた。スカイラー将軍は北部師団の指揮官となり、カナダ侵攻作戦を立案した。スカイラーは健康状態が悪く、作戦の実行指揮をリチャード・モントゴメリー将軍に任せることになった。
師団指揮の将軍としてスカイラーは1777年のサラトガ方面作戦で防衛の準備にあたった。7月にアーサー・セントクレア将軍がタイコンデロガ砦を落とされ（タイコンデロガ砦包囲戦）、大陸会議は北方軍の指揮官をスカイラーからホレイショ・ゲイツ将軍に交代させた。スカイラーは自分の役割について軍法会議を要求し、汚名をそそいだが1779年に退役した。その後1779年と1780年は大陸会議の代議員を務めた。

## その後の経歴
スカイラーはニューヨーク州議会上院の議員として1780年から1784年、および1786年から1790年まで務めた。この間、アメリカ合衆国憲法の採択を積極的に支持した。スカイラーはアメリカ合衆国議会上院議員を1789年から1791年まで務めた。この後再選に失敗すると州議会上院に戻り、1792年から1797年まで務めた。1796年の選挙でスカイラーは合衆国議会上院に返り咲き、1797年3月4日から健康問題で辞任した1798年1月3日まで務めた。

## 子孫
- スカイラーの娘エリザベスは、後にアメリカ合衆国財務長官となったアレクサンダー・ハミルトンと結婚した。
- スカイラーの息子フィリップ・ジェレミア・スカイラーも政界で経歴を積み、アメリカ合衆国議会下院議員を務めた。
- 別の娘マルガリータは、レンセリア家8代目当主となった従兄弟のステファン・ヴァン・レンセリア3世と結婚した。
- アンジェリーナは、アメリカ合衆国議会下院議員のジョン・バーカー・チャーチと結婚した。

スカイラーの農園の家は1777年9月にジョン・バーゴインの軍隊によって破壊された。その年遅くにスカイラーが同じ場所に再建した家が現在でもスカイラービルに残っている。この家はサラトガ国立歴史公園の一部として国立公園局によって維持され、一般に公開されている。
スカイラーは1804年11月18日、オールバニの自宅で亡くなり、オールバニ郊外墓地に埋葬された。イリノイ州とニューヨーク州のスカイラー郡はスカイラーに因んで名づけられた。
1833年、ニューヨーク州スロッグズ・ネック半島の先端に、ロングアイランド湾の西端を守るために砦の建設が始まった。軍備が整ったのは1856年であり、スカイラー砦と名づけられた。スカイラー砦には現在、海洋産業博物館とニューヨーク州立海洋大学が入っている。
オールバニには彫刻家J・マッシー・リンド制作のスカイラー像が1925年に建てられた。